# Ubud (Kecamatan)
Ubud ist ein Distrikt (Kecamatan) im Regierungsbezirk (Kabupaten) Gianyar der indonesischen Provinz Bali. Er liegt im Zentrum dieses Kabupaten und hatte Ende 2021 über 70.000 Einwohner auf mehr als 44 Quadratkilometer Fläche. Erwähnenswert sei noch eine sehr ausgeglichene Gender-Proportionalität. Ubud grenzt im Westen an den Kecamatan Abiansemal (im Kabupaten Badung), im Norden an den Kecamatan Payangan, im Nordosten an Tegallalang, im Osten an Tampaksiring sowie im Süden an Sukaweti. Der Kecamatan besteht aus acht Dörfern mit 80 Dusun/Lingkungan (Ortschaften). Der Verwaltungssitz Ubud hat als Kelurahan städtischen Charakter.

## Bevölkerung

### Verwaltungsgliederung mit detaillierten Einwohnerzahlen
| Kode PUM 1    | Dorf 2            | Fläche (km²) Ende 2021 | Einwohner Census 2010 | Einwohner Census 2020 | Einwohner Ende 2021 | Dichte (2021) Einw. pro km² |
| ------------- | ----------------- | ---------------------- | --------------------- | --------------------- | ------------------- | --------------------------- |
| 51.04.05.2001 | Lodtunduh         | 6,51                   | 7.499                 | 7.917                 | 7.822               | 1.201,5                     |
| 51.04.05.2002 | Mas               | 6,93                   | 13.120                | 12.780                | 12.519              | 1.806,5                     |
| 51.04.05.2003 | Singakerta        | 6,44                   | 9.412                 | 10.184                | 10.243              | 1.590,5                     |
| 51.04.05.2004 | Kedewatan         | 5,57                   | 6.620                 | 6.812                 | 6.856               | 1.230,9                     |
| 51.04.05.1005 | Ubud              | 6,76                   | 10.873                | 11.618                | 11.943              | 1.766,7                     |
| 51.04.05.2006 | Peliatan          | 4,19                   | 8.636                 | 8.678                 | 8.566               | 2.044,4                     |
| 51.04.05.2007 | Petulu            | 3,09                   | 5.458                 | 5.271                 | 5.190               | 1.679,6                     |
| 51.04.05.2008 | Sayan             | 4,77                   | 7.705                 | 8.308                 | 8.052               | 1.688,1                     |
| 51.04.05      | Kecamatan Ubud000 | 44,24                  | 69.323                | 71.568                | 71.191              | 1.609,2                     |
Ergebnisse aus Zählung bzw. Fortschreibung

### Bevölkerungsentwicklung der letzten drei Halbjahre
| Datum      | Fläche (km²) | Einwohner | männlich | weiblich | Dichte (Einw./km²) | Sex Ratio (100*m/w) |
| ---------- | ------------ | --------- | -------- | -------- | ------------------ | ------------------- |
| 31.12.2020 | 44,24        | 71.982    | 35.992   | 35.990   | 1.627,1            | 100,0               |
| 30.06.2021 | 44,24        | 71.982    | 35.995   | 35.987   | 1.627,1            | 100,0               |
| 31.12.2021 | 44,00        | 71.191    | 35.588   | 35.603   | 1.618,0            | 100,0               |Fortschreibungsergebnisse